# Monastyr Bogdana

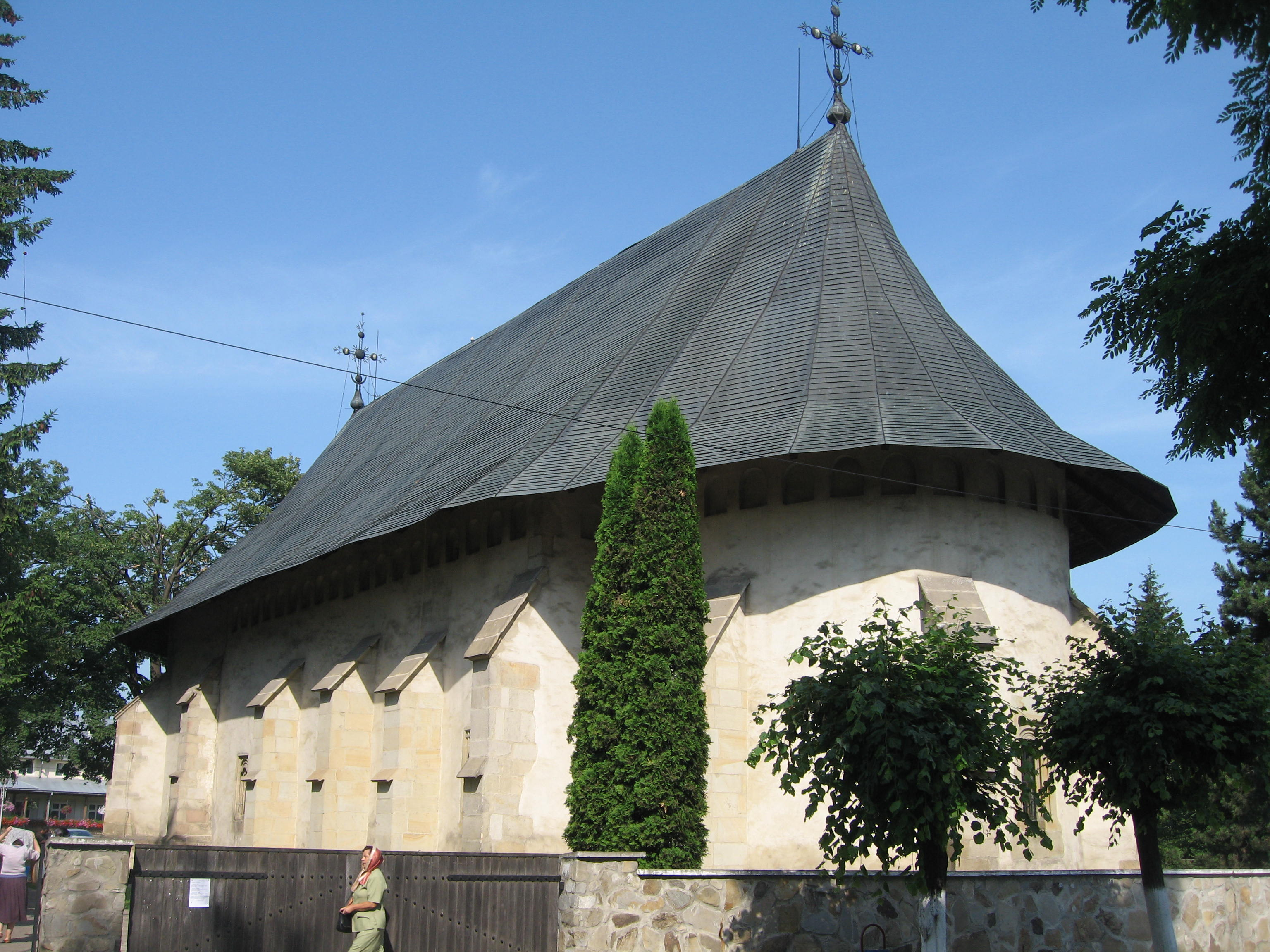
Cerkiew św. Mikołaja

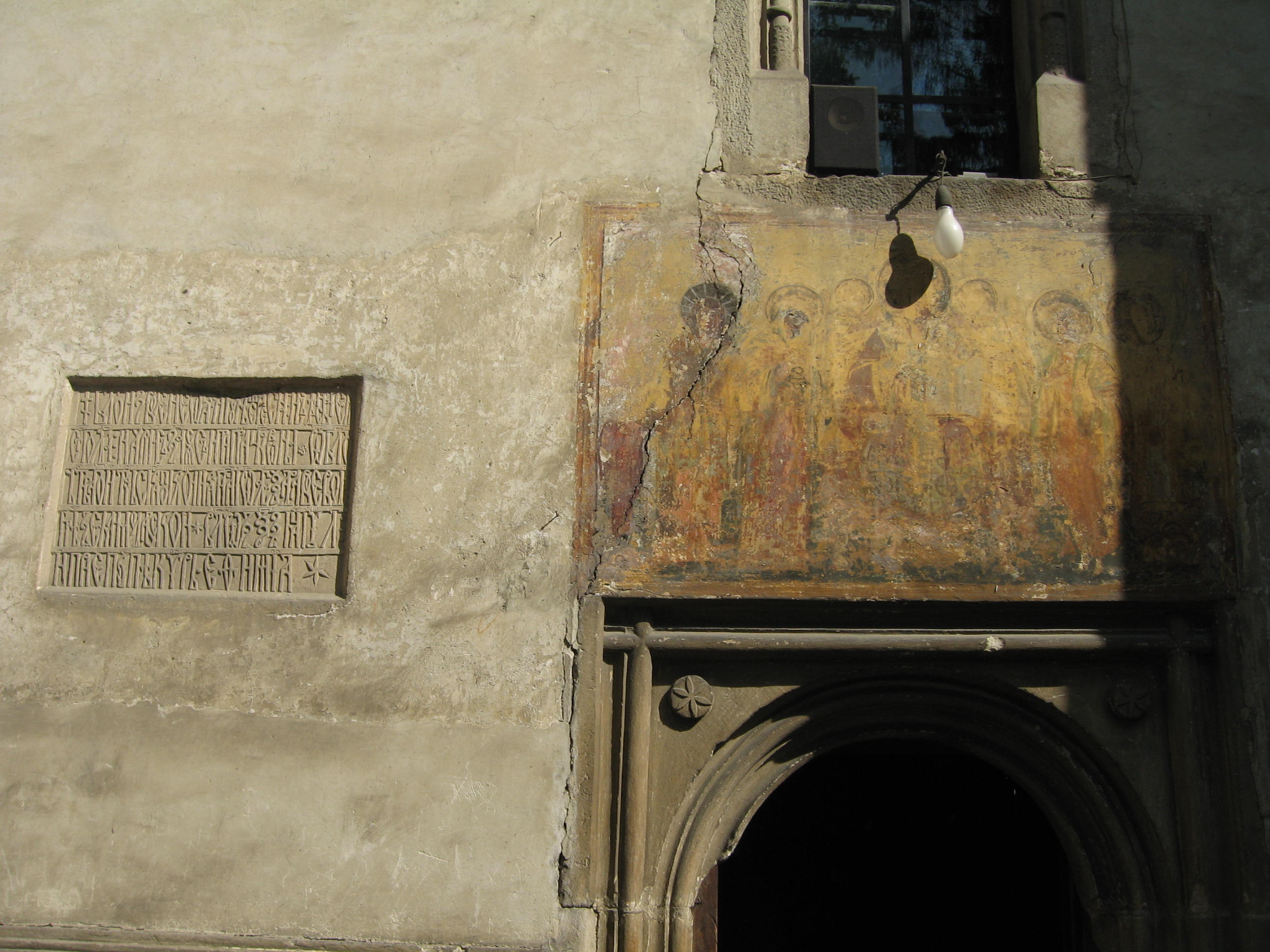
Malowidło nad portalem i tablica erekcyjna cerkwi monastyru Bogdana

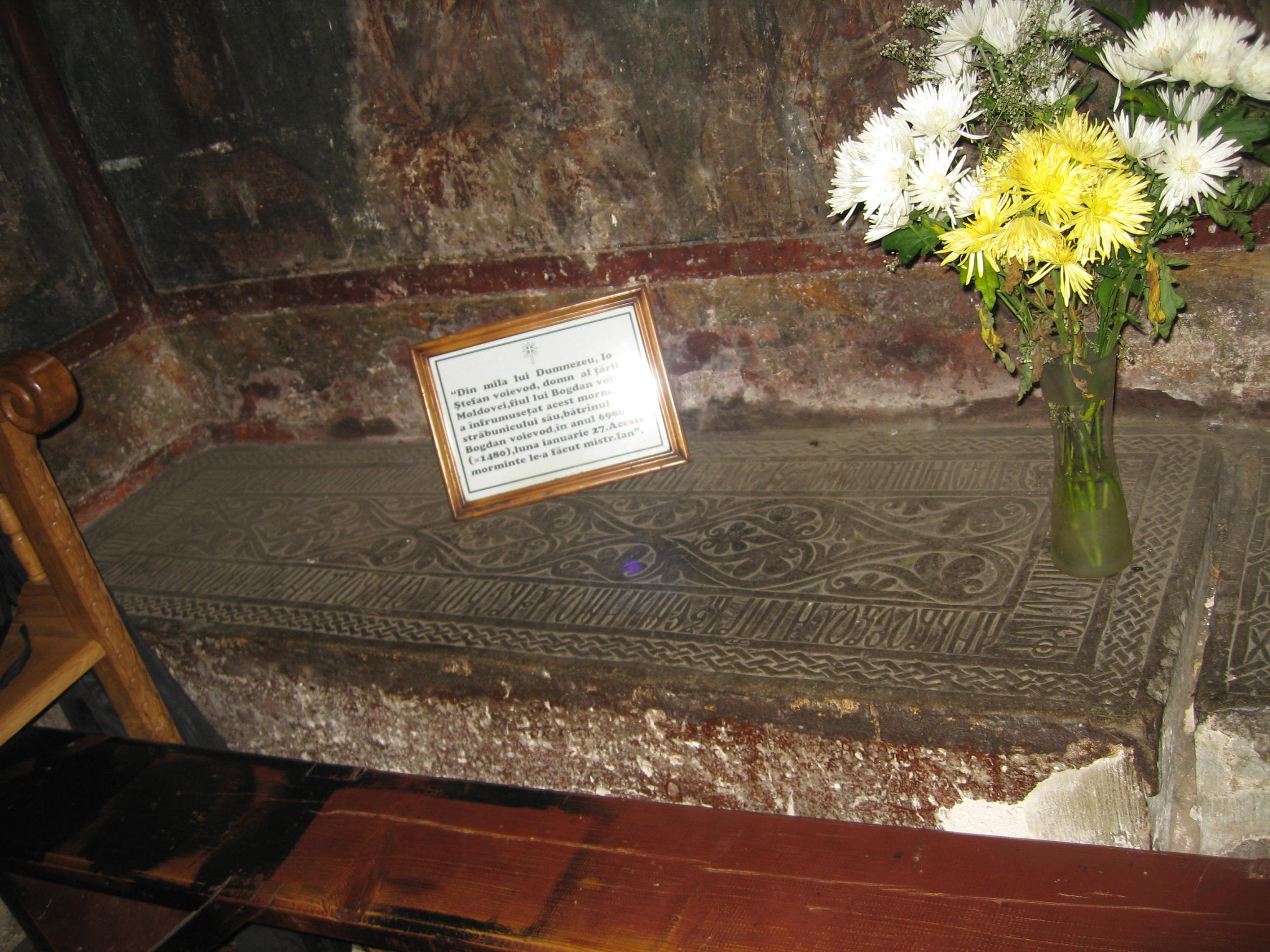
Nagrobek Bogdana I w cerkwi monastyru Bogdana

Monastyr Bogdana – prawosławny monastyr z cerkwią pod wezwaniem św. Mikołaja wzniesioną w 2. połowie XIV w. (ok. 1360 r.), znajdujący się w Radowcach w północnej Rumunii, na Bukowinie.
Cerkiew jest fundacją pierwszego hospodara mołdawskiego, Bogdana I, który miał swoją siedzibę w Radowcach. Wzniesiona przez niego (prawdopodobnie na miejscu starszej, drewnianej cerkiewki) świątynia stanowi nekropolię pierwszych hospodarów mołdawskich – pochowani tutaj zostali Bogdan I, Latco, Roman I, Stefan I, Bogdan (współrządca i brat Aleksandra Dobrego), a także Bogdan II (ojciec Stefana Wielkiego). Jest też najstarszą murowaną budowlą historycznej Mołdawii. W 2. połowie XV w. cerkiew została siedzibą biskupstwa.
Architektura cerkwi stanowi wyjątkowe połączenie wpływów zachodnich oraz architektury bizantyńskiej. Zbudowana jest na zachodnim planie bazylikowym (od wschodu zakończonym apsydą), co jest ewenementem w tym rejonie Rumunii, choć nie spełnia on tutaj swej roli związanej z oświetleniem kościoła (wysoki dach, małe okienka). Jednocześnie zachowany jest bizantyjski podział na nawę i przednawie. Połączenie tych części świątyni ze sobą jest jednak o wiele szersze, niż niewielkie tylko przejście spotykane w typowych cerkwiach mołdawskich, a jednocześnie podzielone są na nawę główną i nawy boczne; w górnych częściach posiadają nawet symulowane empory. Ściany zewnętrzne wzmocnione są przyporami.
Typowy dla mołdawskich cerkwi charakter posiada już przedsionek, dobudowany w 1559 r. z fundacji hospodara Aleksandra Lăpușneanu. Z tego okresu pochodzi również kamieniarka obramowań okien i drzwi cerkwi, wykonane w stylu gotyckim. W 1781 r. wzniesiono wolno stojącą dzwonnicę.a
Wnętrze cerkwi ozdobione jest malowidłami pochodzącymi pierwotnie zapewne z czasów Stefana Wielkiego, tj. z 2. połowy XV w., które jednak poddawano restauracji i przeróbkom w XVI oraz XIX w. Fundacją Stefana Wielkiego są również płyty nagrobne na grobach hospodarskich ozdobione płaskorzeźbami o bogatej ornamentyce roślinnej.